# Aeropuerto Capitán Av. Selin Zeitun Lopez
Aeropuerto Capitán Av. Selin Zeitun Lopez is een van luchthaven nabij Riberalta, de hoofdstad van de Boliviaanse provincie Vaca Díez. De stad en het vliegveld liggen in het departement Beni.